# Jéréméjévite
La jéréméjévite (ou jeremejevite sans accents) est une espèce minérale de borate d'aluminium avec des ions fluorure et hydroxyde variables. Sa formule chimique peut être représentée par Al6B5O15(F,OH)3 ou Al6(BO3)5(F,OH)3. Elle est considérée comme l'une des pierres les plus rares, donc l'une des plus chères. Pendant près d'un siècle, elle a été considérée comme l'une des pierres précieuses les plus rares au monde. Son symbole IMA est Jer.
Elle a été décrite pour la première fois en 1883 sous forme de petits cristaux isolés dans des débris granitiques tendres du mont Soktoui, district de Nertchinsk, montagnes Adun-Chilon, en Sibérie. Son nom a été donné en l'honneur de Pavel Vladimirovich Eremeev (1830–1899), minéralogiste, ingénieur et professeur russe, qui en a recueilli les premiers spécimens. 

## Propriétés
La jéréméjévite est un minéral présentant des propriétés pléochroïques, phénomène optique signifiant que la couleur du minéral apparaît différente en fonction de l'axe de l'objet. Les spécimens bleus de Namibie montrent un pléochroïsme bleu clair à incolore à jaune clair, tandis que les exemplaires jaunes ont un pléochroïsme jaune clair à incolore. La jérélévite est aussi piézoélectrique, ce qui signifie que si elle est soumise à des contraintes mécaniques, elle génère de l'électricité. 

## Mines et localités
La jéréméjévite apparaît comme une phase hydrothermale tardive dans les pegmatites granitiques en association avec l'albite, la tourmaline, le quartz et plus rarement le gypse. Elle a également été signalée dans les montagnes du Pamir au Tadjikistan, en Namibie et sous forme microcristalline dans le district de l'Eifel, en Allemagne. Le minéral a été trouvé pour la première fois sous forme de facettes en Namibie, qui se présentaient comme des cristaux pyramidaux bleu-vert jusqu'à 2 cm. Plus tard, une nouvelle source a été découverte en Namibie, près d'Usakos en 2001. De nos jours, la plupart des pierres sur le marché proviennent de ce gisement. 

## Industrie de la bijouterie

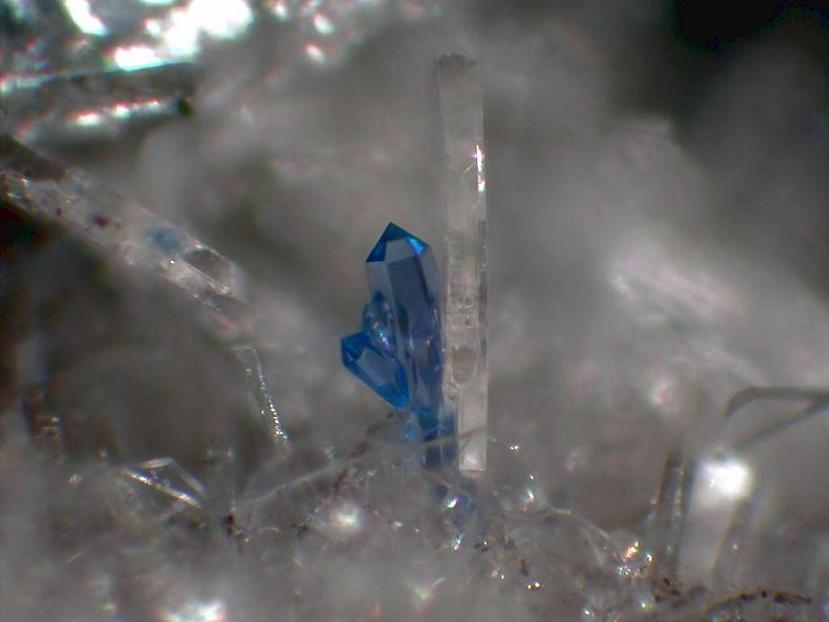
Jéréméjévite bleue sous forme de cristal clair et rare. Largeur de l'image : 1,5 mm.

La jéréméjévite possédant l'extrémité OH, les scientifiques ont pu la synthétiser, mais uniquement sous forme microcristalline, sans fluor. Cette production synthétique du minéral n'a aucune utilité dans l'industrie de la bijouterie.
Généralement, les pierres précieuses à facettes peuvent atteindre 5 carats, mais elles varient généralement entre moins de 1 et 2 carats. Cependant, de nouveaux gisements ont été extraites des pierres à facettes beaucoup plus grosses, la plus grosse pierre à facettes pesant 254 carats. Ce joyau a été trouvé en 1990 au Sri Lanka.
Même si la jéréméjévite est une pierre relativement durable, elle ne doit pas être nettoyée par ultrasons ou à la vapeur car elle contient habituellement des inclusions liquides, qui pourraient la briser avec ces méthodes. Il est recommandé à la place de les nettoyer avec de l'eau tiède, un détergent doux et une brosse douce. 
En raison de sa rareté, elle est considérée comme une pierre de collection de grande valeur, et se vend sous sa forme brute, c'est pourquoi seuls quelques spécimens ont été taillé jusqu'à présent.